# Morpho nigromarginata
Morpho nigromarginata är en fjärilsart som beskrevs av Apolinar Maria 1942. Morpho nigromarginata ingår i släktet Morpho och familjen praktfjärilar. Inga underarter finns listade i Catalogue of Life.